# チョコレート・ベーコン

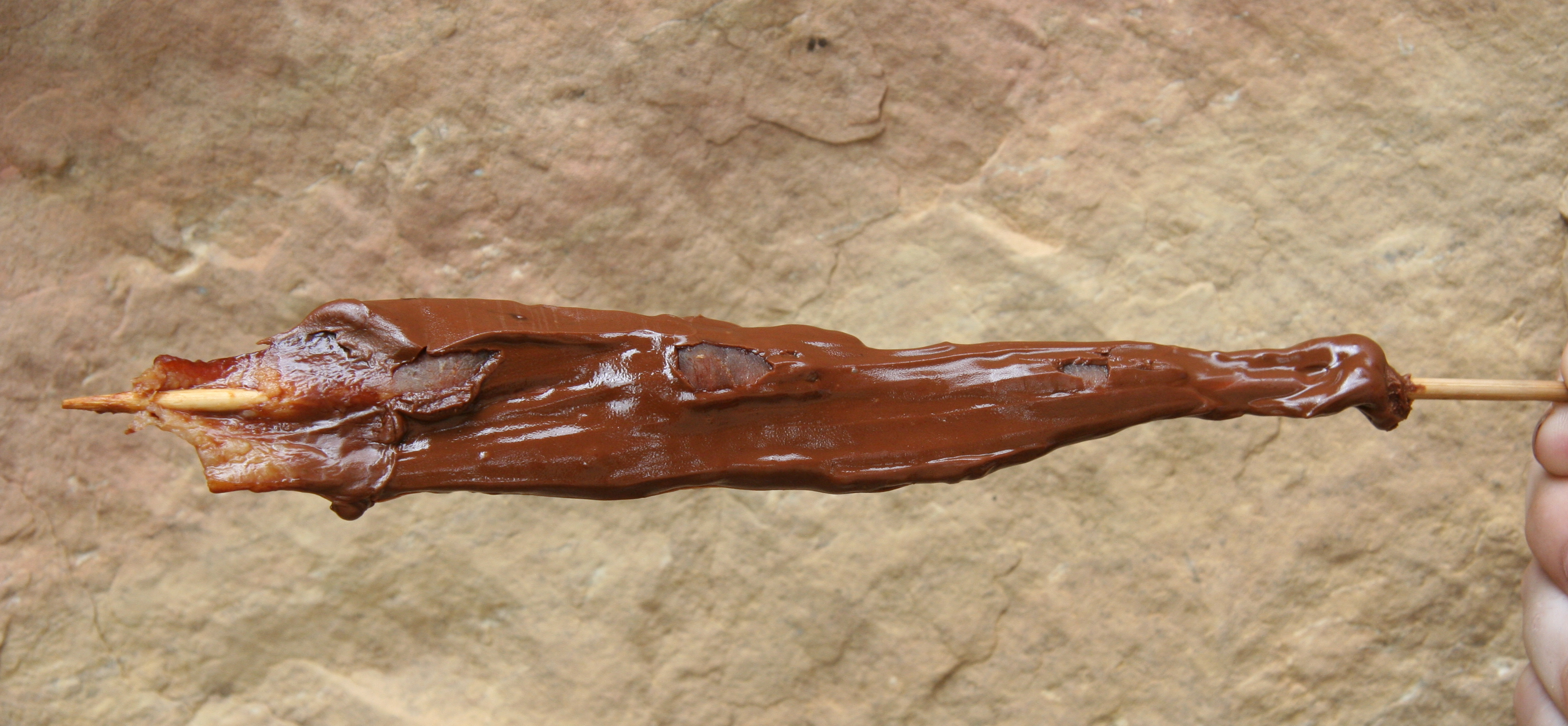
チョコレートをかけたベーコン串

チョコレート・ベーコン（英: Chocolate-covered bacon）は、炒めたベーコンをミルクチョコレートかダークチョコレートでコーティングした北アメリカの料理。上に海塩をかけたり、砕いたピスタチオやアーモンドのかけらを振ったりすることもある。インターネット上では少なくとも2005年にはこの料理についての記録がみつかるが、今日にいたるまでチョコレート・ベーコンの人気は高く、料理番組でも特集されることがある。農産物品評会（ステート・フェア）にもこの料理のバリエーションが出品されており、ベーコンにディップするチョコレートソースを添えたものが提供された。グルメ志向のレストランでもこの料理を出す店は存在する。
またタイム誌ではこの料理の調理風景を動画で配信している

## 受容

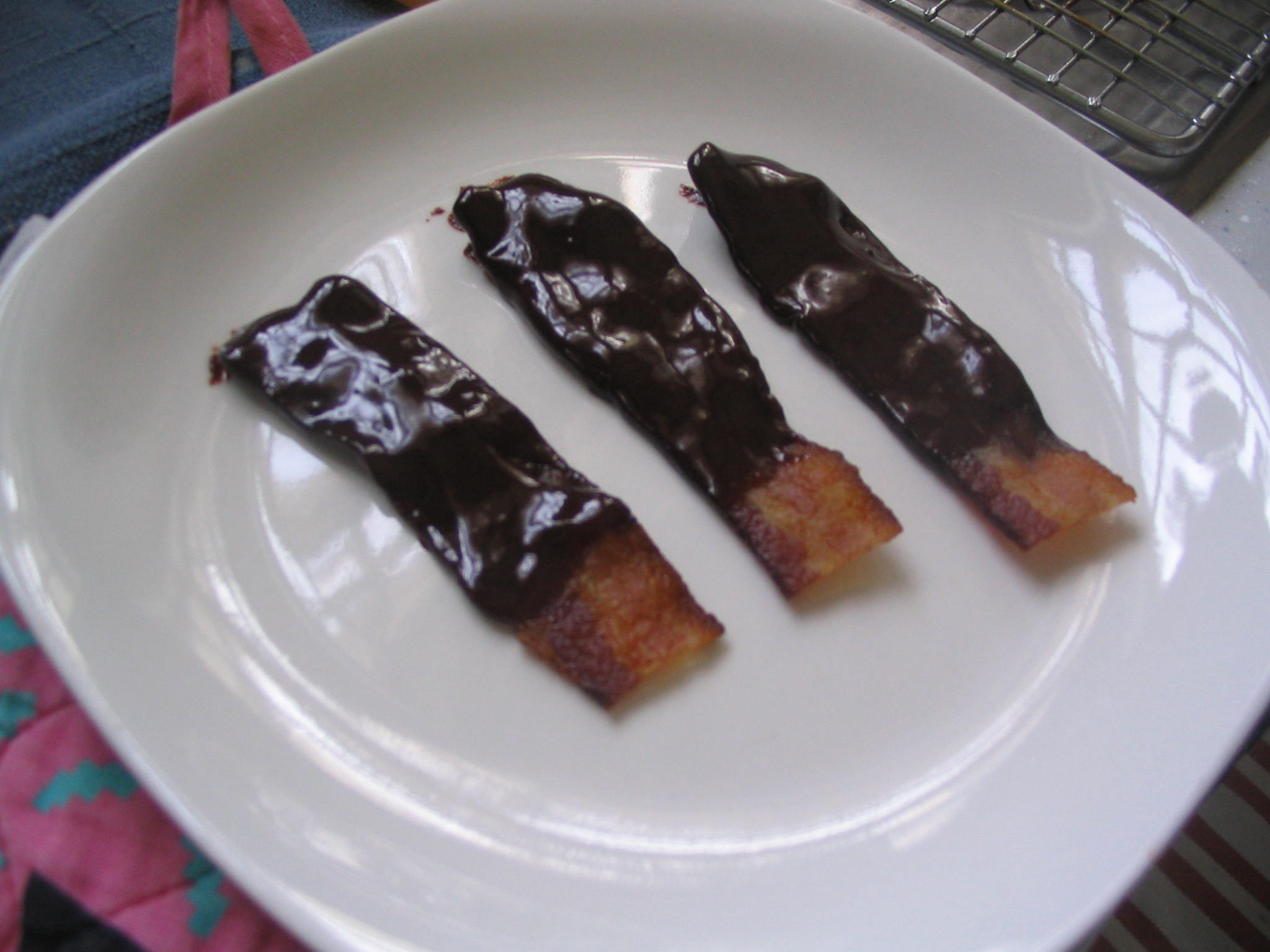
チョコレートガナッシュをかけたベーコン

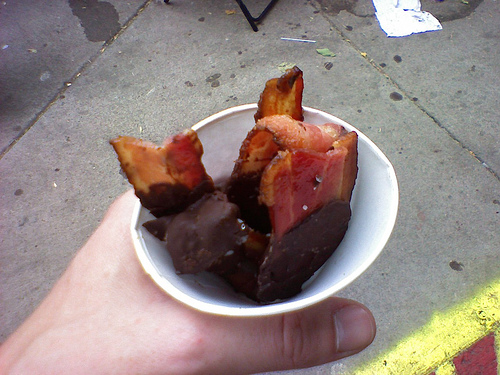
チョコレート・ベーコン（2008年度のミネソタ・ステート・フェア）

チョコレート・ベーコンは一種の名物料理としてアメリカ全土で販売されている。カリフォルニアの遊園地「サンタクルーズ・ビーチ・ボードウォーク」はよく知られているし、ミネソタ州の農産物品評会では「豚のおしゃぶり」("Pig Lickers")として、ニューヨークではチョコレートメーカーにより「豚のキャンディ」("Pig Candy")として発売されている。
テレビ番組の「ディナー：インポッシブル」にもこの料理は登場したことがある。シェフのマイケル・サイモンがニュージャージー州ワイルドウッドのボードウォークでありふれた食事をグルメ向きの料理に生まれ変わらせるという「ミッション」の企画でこのチョコレート・ベーコンが使われた。
2009年のフロリダ州農産物品評会ではベーコンにチョコレートのディップソースを添えた料理が出品されている 。

## 作り方とバリエーション

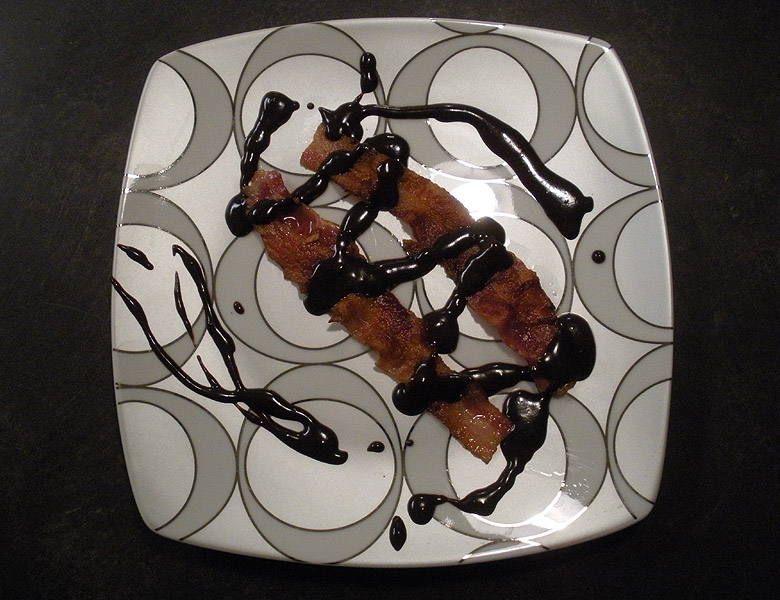
溶かしたチョコバーをベーコンのうえにふりかけた一皿

脂肪が筋をつくっているベーコンを使用する。まず炒めてから、溶かしたチョコレートに沈める。トッピングがあれば足すし、この料理は冷やしてもよい。バリエーションをつけるのであれば、溶かしたチョコレートをベーコンに塗りつけるのもよいが、ある程度はベーコンの部分が見えるようにする。
イギリス版のチョコレート・ベーコンは、チョコレートの塊を生のベーコンで巻き、オーブンでそのまま調理する。出来上がりには熱いベーコンのロールの中心に甘いチョコレートが溶けている。
ロードアイランド州カンバーランドの「Big Boy's Cupcakes」では砂糖漬けのベーコンがたいへん人気である。オーナーで店長のケヴィン・パトリック・マーティンは15通りのキャンディ･ベーコンを考案し、それにカップケーキをあわせることを提案している。
国中のメディアやインターネット上でレシピが急速に（ときに伝染的に）広まったことにより、アメリカでは甘い食材とベーコンの組み合わせが人気を集め、砂糖漬けのベーコンのかたまりのような思いがけない料理の発明につながっている。これはニューヨークタイムズに載った「ベーコンの砂糖漬けホイップクリームのせ」をベースにした料理である。今ではブラウン・シュガーで炒めたベーコン肉をマティーニのガーニッシュ（飾り）にするアイデアまで登場している。